# 1733 Сільке
1733 Сільке (1733 Silke) — астероїд головного поясу, відкритий 19 лютого 1938 року.
Тіссеранів параметр щодо Юпітера — 3,662.